# Дружинін Ілля Андрійович
Дружинін Ілля Андрійович (рос. Илья Андреевич Дружинин; нар. 23 квітня 1998) — російський плавець.
Учасник Олімпійських Ігор 2016 року.